# Castello di Marburgo

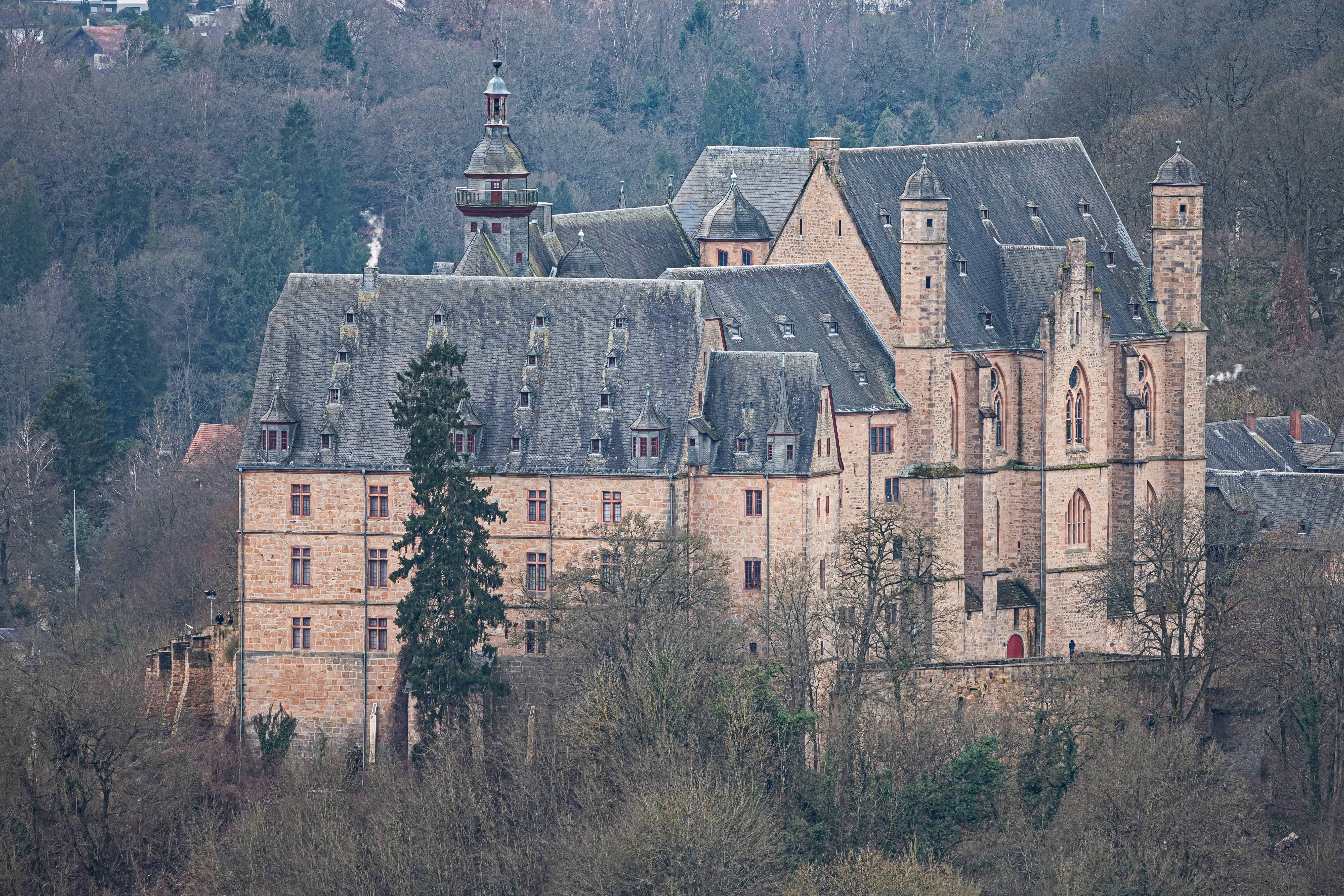
vista del castello di Marburgo

Il castello di Marburgo (in tedesco: Marburger Schloss oppure Landgrafenschloss Marburg), è un castello a Marburgo, in Assia, Germania, situato sulla cima dello Schlossberg ("Collina del castello"). Costruito nell'XI secolo come fortezza, divenne la prima residenza del Landgrafschaft Hessen o anche HRE (ossia Langraviato d'Assia). I Colloqui di Marburgo si svolsero qui nel 1529. L'edificio è utilizzato come museo (Marburger Universitätsmuseum für Kulturgeschichte, Wilhelmsbau, dal 1981) e come sede di eventi.

## Descrizione
Oltre al suo significato storico come prima residenza del Langraviato d'Assia, il castello è di grande interesse per la storia dell'arte e dell'architettura. Oltre agli edifici dell'XI e XII secolo, ciò vale soprattutto per il castello della seconda metà del XIII secolo, che ancora oggi determina in modo significativo l'impressione generale del complesso. La cappella del castello e il salone con la Sala Grande o Sala del Principe (in tedesco: Großen Saal Fürstensaal), che è una delle più grandi e pregiate sale gotiche secolari dell'Europa centrale, sono una delle più importanti realizzazioni dell'architettura europea dei castelli.
Alcune parti del castello sono utilizzate dal Museo di Storia della Cultura dell'Università di Marburg nel Wilhelmsbau e per eventi culturali, come per esempio le rappresentazioni teatrali. La scuderia, l'armeria e l'ex fucina ospitano dal 1946 il Collegium Philippinum dell'Istituto delle borse di studio dell'Assia.